# Pierre Menue
De Pierre Menue (ook Aiguille de la Scolette genoemd) is een 3506 meter hoge berg op de grens van de Italiaanse regio Piëmont en de Franse regio Auvergne-Rhône-Alpes. De bergtop ligt op de hoofdkam van de Alpen en vormt na de Monviso (3843 m) en Viso di Vallante (3672 m) de hoogste berg van de Cottische Alpen. Anderhalve kilometer naar het oostzuidoosten bevindt zich de Pierre Minieu (3241 m).
Aan de Italiaanse zijde domineert de berg, met zijn karakteristieke piramide vorm, het landschap rondom Bardonecchia in de Susavallei. In de Italiaanse SOIUSA-classificatie behoort de Scolette-groep, waarvan de Pierre Menue het hoogste punt vormt, een deel van de noordelijke Cottische Alpen. In de Franse classificatie maakt de Scolette-groep deel uit van het Mont-Cenismassief en wordt een meer beperkte definitie van de Cottische Alpen gehanteerd (tussen de Montgenèvrepas en de Agnelpas).
De beklimming van de Pierre Menue is vanaf alle zijden bijzonder zwaar en voorbehouden aan ervaren alpinisten. Een belangrijk uitgangspunt voor de tocht naar de top is de berghut Camillo Scarfiotti (2165 m) in het vrijwel onbewoonde Valle di Rochemolles.